# Liste der Kreisstraßen im Landkreis Lichtenfels
Die Liste der Kreisstraßen im Landkreis Lichtenfels ist eine Auflistung der Kreisstraßen im bayerischen Landkreis Lichtenfels mit deren Verlauf.

## Abkürzungen
- BA: Kreisstraße im Landkreis Bamberg
- CO: Kreisstraße im Landkreis Coburg
- KC: Kreisstraße im Landkreis Kronach
- KU: Kreisstraße im Landkreis Kulmbach
- LIF: Kreisstraße im Landkreis Lichtenfels
- St: Staatsstraße in Bayern

## Liste
Nicht vorhandene bzw. nicht nachgewiesene Kreisstraßen werden in Kursivdruck gekennzeichnet, ebenso Straßen und Straßenabschnitte, die unabhängig vom Grund (Herabstufung zu einer Gemeindestraße oder Höherstufung) keine Kreisstraßen mehr sind.
Der Straßenverlauf wird in der Regel von Nord nach Süd und von West nach Ost angegeben.
| Nr. LIF | Verlauf |
| ------- | --- |
| LIF 1   | (CO 15 im Landkreis Coburg) – Landkreisgrenze – Zilgendorf – Altenbanz – Stadel – St 2204 |
| LIF 2   | St 2204 in Unnersdorf – Neubanz – Kloster Banz – LIF 7 – Kösten – Lichtenfels – LIF 27 – Schney – Michelau in Oberfranken – LIF 13 – Neuensee – LIF 9 – Schwürbitz – LIF 5 – St 2191 in Marktzeuln |
| LIF 3   | St 2191 in Zettlitz – / – Hochstadt am Main – Wolfsloch – Spiesberg – St 2203 in Burkheim |
| LIF 4   | / in Hochstadt am Main – Reuth – Thelitz – Roth – St 2203 – Mönchkrottendorf – Lahm – LIF 22 – Rothmannsthal – Landkreisgrenze – (BA 28 im Landkreis Bamberg)                                      |
| LIF 5   | St 2191 in Lettenreuth – LIF 2 in Schwürbitz |
| LIF 6   | LIF 22 in Weismain – Geutenreuth – Landkreisgrenze – (KU 4 im Landkreis Kulmbach) |
| LIF 7   | LIF 2 – Weingarten – Hausen – Unnersdorf – St 2204 – Nedensdorf – Wiesen – LIF 20 – LIF 8 |
| LIF 8   | (CO 1 im Landkreis Coburg) – Landkreisgrenze – Freiberg – Eggenbach – LIF 17 – Döringstadt – LIF 7 – Oberbrunn – LIF 25 – Unterbrunn – Landkreisgrenze – (BA 32 im Landkreis Bamberg)              |
| LIF 9   | (CO 11 im Landkreis Coburg) – Landkreisgrenze – LIF 2 in Neuensee |
| LIF 10  | St 2197 in Grundfeld – Vierzehnheiligen |
| LIF 11  | St 2204 in Frauendorf – Krögelhof – Oberküps – Unterküps – St 2187 in Kleukheim |
| LIF 12  | St 2191 – Wunkendorf – Modschiedel – St 2190 |
| LIF 13  | LIF 2 in Michelau in Oberfranken – / |
| LIF 14  | (KC 22 im Landkreis Kronach) – Landkreisgrenze – Reuth – LIF 15 – Kirchlein – Hainzendorf – Wildenroth – Gärtenroth – in Mainroth                                                                  |
| LIF 15  | – Burgkunstadt – LIF 14 – Kirchlein – Hainzendorf – Wildenroth – Gärtenroth – Landkreisgrenze – (KU 12 im Landkreis Kulmbach)                                                                      |
| LIF 16  | St 2204 in Stublang – Uetzing – Weisbrem – Gößmitz – Serkendorf |
| LIF 17  | (CO 22 im Landkreis Coburg) – Landkreisgrenze – Draisdorf – LIF 8 |
| LIF 18  | St 2191 Altenkunstadt – Baiersdorf – Maineck (Mainklein) – |
| LIF 19  | St 2191 – Weiden – Fesselsdorf – St 2190 |
| LIF 20  | LIF 7 in Wiesen – Unterzettlitz – St 2197 |
| LIF 21  | in Redwitz an der Rodach – Obristfeld – |
| LIF 22  | St 2203 in Klosterlangheim – Oberlangheim – Lahm bei Lichtenfels – LIF 4 – Altendorf – Siedamsdorf – Kaspauer – Erlach – St 2191 – LIF 24 – LIF 6 – LIF 18 in Baiersdorf                           |
| LIF 23  | (KC 27 im Landkreis Kronach) – Landkreisgrenze – Ebneth – in Burgkunstadt |
| LIF 24  | LIF 22 in Weismain – Neudorf – Landkreisgrenze – (KU 31 im Landkreis Kulmbach) |
| LIF 25  | (BA 42 im Landkreis Bamberg) – Landkreisgrenze – Birkach – Oberbrunn – LIF 8 – St 2197/St 2987 in Ebensfeld                                                                                        |
| LIF 26  | (CO 26 im Landkreis Coburg) – Landkreisgrenze – Marktgraitz – St 2208 |
| LIF 27  | (CO 28 im Landkreis Coburg) – Landkreisgrenze – Buch am Forst – LIF 2 in Lichtenfels |

## Quelle
OpenStreetMap: Landkreis Lichtenfels – Landkreis Lichtenfels im OpenStreetMap-Wiki